# ألكسندر هاجرتي كراب
ألكسندر هاجرتي كراب (بالإنجليزية: Alexander Haggerty Krappe)‏ (6 يوليو 1894 - 30 نوفمبر 1947) كان كاتب فولكلوري ومؤلف. إلى جانب فرانسيس بيبودي ماجون، كان أول مترجم للحكايات الشعبية التي جمعها الأخوان جريم إلى اللغة الإنجليزية. كان أيضًا لغويًا ومعلمًا ومترجمًا للمواد العلمية وغيرها، وعالمًا لغويًا رومانيًا وعالم أساطير مقارن وكلاسيكي وإسكندنافي.